# Kazuaki Koezuka
Kazuaki Koezuka (Osaka, 10 februari 1967) is een voormalig Japans voetballer.